# Serie Mundial Amateur de Béisbol de 1980
La XXVI Serie Mundial Amateur de Béisbol se llevó a cabo en Tokio, Japón del 22 de agosto al 5 de septiembre de 1980. El jugador más valioso fue Antonio Muñoz de Cuba.

## Hechos destacados
- Se organiza por primera vez el torneo en un país de Asia.

## Ronda Única
| Posición | Equipo         | Ganados | Perdidos |
| -------- | -------------- | ------- | -------- |
| 1        | Cuba           | 11      | 0        |
| 2        | Corea del Sur  | 9       | 2        |
| 3        | Japón          | 9       | 2        |
| 4        | Estados Unidos | 8       | 3        |
| 5        | Canadá         | 6       | 5        |
| 6        | Italia         | 5       | 6        |
| 7        | Venezuela      | 4       | 7        |
| 8        | Puerto Rico    | 4       | 7        |
| 9        | Colombia       | 4       | 7        |
| 10       | Australia      | 4       | 7        |
| 11       | México         | 1       | 10       |
| 12       | Países Bajos   | 1       | 10       |

| Cuba                |
| Campeón Cuba        |
| Décimo sexto título |